# Urca de Lima
La Urca de Lima era un galeone spagnolo che naufragò nel 1715 nei pressi di Fort Pierce in Florida, Stati Uniti d'America. La nave faceva parte della flotta del tesoro del 1715, una delle maggiori flotte che collegavano la Spagna e le sue colonie americane.
Nel 1987, il sito della Urca de Lima divenne la prima riserva archeologica sottomarina della Florida.

## Nome e descrizione
Il nome originale della nave era Santísima Trinidad. Il soprannome Urca de Lima deriva dallo spagnolo urca, utilizzato per indicare la nave da carico e il suo proprietario, un certo Miguel de Lima y Melo. Un ulteriore nome testimoniato in alcune fonti è Nao de Refuerzo. Tale nome indicava probabilmente che la nave era stata rinforzata in modo tale da poter affrontare la traversata dell'Atlantico. Era una nave mercantile olandese di 305 tonnellate utilizzata dalla corona spagnola come nave da trasporto di carichi tra la Spagna e le colonie Americane.

## Naufragio
Nel 1712 la Urca de Lima apparteneva a una flotta di otto navi sotto il comando di Juan Esteban de Ubilla, che salpò dalla Spagna verso le Americhe con l'obbiettivo di recuperare merci e lingotti. La flotta arrivò a Veracruz a dicembre e, a causa di una serie di questioni politiche e logistiche, non ripartì fino alla primavera del 1715. Nel gennaio 1715, de Lima venne promosso comandante della Urca de Lima da Ubilla e la nave ricevette nuovi alberi e subì la pulizia dello scafo. Alcune delle navi più piccole furono demolite in modo da recuperare il legno necessario per preparare il resto della flotta alla traversata dell'Atlantico. Nel maggio dello stesso anno le quattro navi rimanenti (Nuestra Señora de la Regla (ammiraglia), Almiranta, San Cristóbal de La Habana, Santísima Trinidad) salparono per L'Avana dove arrivarono all'inizio di luglio.

Dopo le riparazioni e qualche altro ritardo, la flotta di Ubilla partì da L'Avana il 24 luglio per dirigersi verso Cadice, in Spagna. La flotta era stata nel frattempo fornita di altre sei navi spagnole comandate da Antonio de Echeverez e dalla nave francese El Grifón che si era aggregata alla flotta per proteggersi dai pirati. Mentre le altre navi spagnole trasportavano merci dalle Americhe e dall'Asia orientale (attraverso il Messico), una grande quantità di lingotti d'oro e circa 14 milioni di pesos d'argento, la Urca de Lima non portava oro o argento per la corona spagnola, ma principalmente merci come pelli di vacca, cioccolato, sassofrasso, incenso, vaniglia e anche alcuni bauli di argento di proprietà privata. Pochi giorni dopo aver lasciato L'Avana, la flotta si imbatté in un uragano che costrinse le navi a ripiegare verso la costa della Florida e che alla fine affondò o costrinse all'ancora tutte le navi tranne una. La francese El Grifón, che aveva navigato in testa, fuggì inconsapevole del destino del resto della flotta. Più della metà dei 2000 uomini della flotta, tra cui Ubilla ed Echeverez, morirono nella tempesta e alcuni dei sopravvissuti morirono in seguito di fame, ferite e malattie. Il destino della Urca de Lima fu però più felice di quello delle altre navi spagnole: riuscita a dirigersi verso l'insenatura di un fiume vicino a Fort Pierce, si arenò su un banco di sabbia con lo scafo rimasto intatto. In questo modo, gran parte delle sue merci e dei suoi viveri non andarono perduti e contribuirono a sfamare i sopravvissuti nei giorni successivi alla tempesta.
I sopravvissuti sulla spiaggia furono guidati dall'ammiraglio Francisco Salmón, che in seguito supervisionò alle operazioni di salvataggio fino ad aprile dell'anno successivo. Alcuni uomini, a bordo di una scialuppa, raggiunsero Sant'Agostino e informarono le autorità spagnole della perdita della flotta. Alla fine di agosto le navi di soccorso salpate da L'Avana arrivarono al sito del naufragio. Dopo che il carico della Urca de Lima venne recuperato, la nave fu bruciata fino alla linea di galleggiamento per nascondere la sua posizione a pirati e corsari di altre nazioni, che erano venuti a conoscenza dell'accaduto dopo che i pirati Henry Jennings e Charles Vane si erano impadroniti di una nave postale spagnola ottenendo la posizione esatta del principale sito di salvataggio spagnolo e della Urca de Lima dal capitano Pedro de la Vega. Con l'aiuto dei rinforzi raggiunsero il sito e Salmón non ebbe altra scelta che abbandonare il resto del tesoro che rimaneva ancora da recuperare. I pirati fecero incetta di circa 87.500 sterline di oro e argento.

## Ritrovamento del relitto
Il relitto fu scoperto nel 1928 da William J. Beach, vicino a Fort Pierce. L'insenatura del fiume in cui originariamente ormeggiava la Urca de Lima, tuttavia, non esisteva più a causa dei cambiamenti nella costa. Nel 1932 il consiglio comunale emise il primo permesso per un'operazione di salvataggio. Gli ultimi permessi vennero rilasciati nel 1983 e nel 1984. I risultati delle operazioni di salvataggio furono tuttavia piuttosto scarsi, poiché gli spagnoli avevano salvato la maggior parte del carico nel 1715; furono recuperati solo un lingotto d'argento, due cunei argentei e alcuni cannoni. Il consiglio comunale decise di trasformare il relitto in una riserva archeologica: a tale scopo, gli archeologi esaminarono e mapparono il relitto nel 1985 e nel 1987 venne aperta la prima riserva archeologica sottomarina della Florida. Era il primo dei cosiddetti Museums in the Sea. Nel 2001 il relitto è stato incluso anche nel Registro nazionale dei luoghi storici.

## Nella cultura di massa
La Urca de Lima è menzionata nella serie televisiva Black Sails (2014) come il principale obbiettivo dei pirati. Poiché la serie è concepita come un prequel de L'isola del tesoro di Robert Louis Stevenson, il carico della Urca de Lima alla fine diventa la base di partenza per il tesoro sepolto dal capitano Flint.
La Urca de Lima è inoltre menzionata nello Zagor n°750 "La laguna delle rocce dipinte" (2023).